# Mercedes de Azúa
Mercedes de Azúa (Barcelona, 1947 - gener de 2023) és una dissenyadora gràfica. Va iniciar la seva trajectòria professional en l'Estudi d'Enric Satué i es va establir com a freelance. Compaginà la seva carrera professional amb la docència a l'escola EINA de Barcelona des de l'any 1987, en les especialitats de Tipografia i Disseny per ordinador. Entre els seus treballs destaquen el disseny de la imatge corporativa i la Direcció d'art de les Publicacions i Exposicions de la Biblioteca de Catalunya. També és autora de la imatge corporativa del Museu Arqueològic de Catalunya i del redisseny de la revista Serra d'Or.
El Museu del Disseny de Barcelona conserva exemplars d'alguns dels seus dissenys. Així mateix, Mercedes de Azúa va ser una de les creadores presents a l'exposició Som aquí. Les dones en el disseny 1900-Avui que aquest museu va organitzar l'any 2023.